# Norská literatura

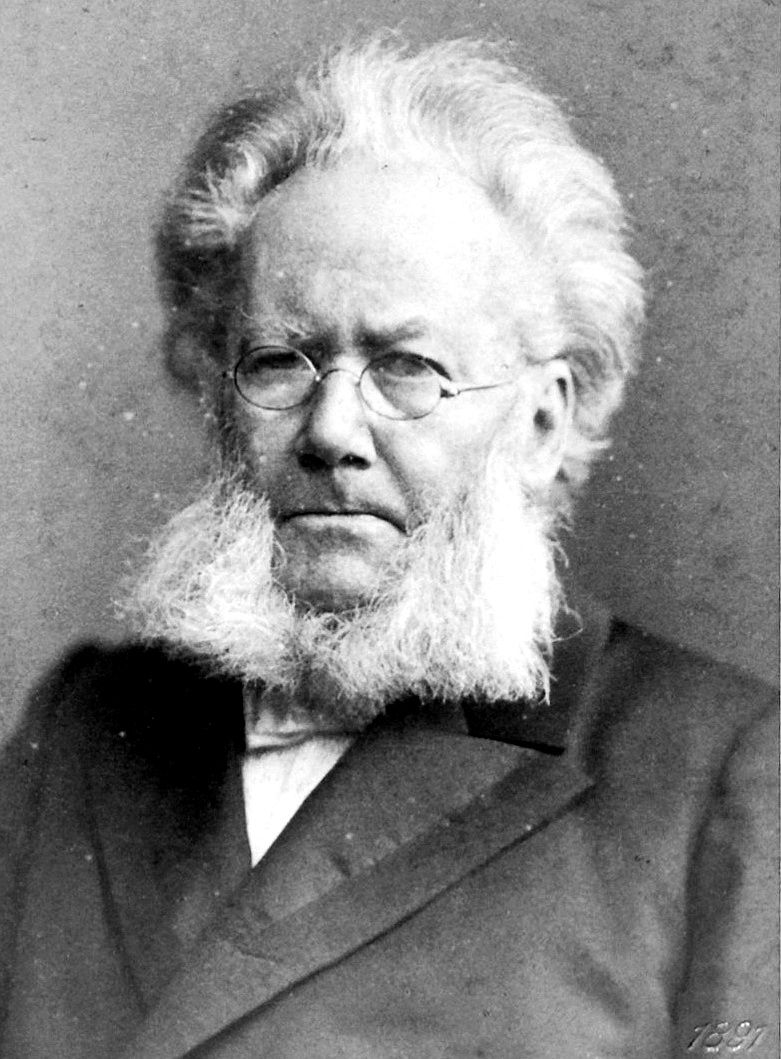
Dramatik Henrik Ibsen, jeden z nejvýznamnějších a celosvětově nejuznávanějších tvůrců norské literatury

Norská literatura je soubor literárních děl, které byly složeny či napsány Nory nebo v norštině. Za nejstarší díla lze považovat texty staroseverské eddické poezie a skaldského básnictví – většina podobných děl se zachovala v islandské literatuře, látka je však často původně norská. Ke známým norským tvůrcům raného středověku patří skald Eyvind Skáldaspillir (Kaziskald) z 10. století, píšící v době prvních snah o christianizaci země. Úzký vazby na Island přetrvaly i do vrcholného středověku byla norská literatura ovlivňována především islandskými ságami. Ve 13. století se za krále Haakona IV. a jeho následovníků začala hojně překládat do staré norštiny díla západoevropské rytířské literatury. Z domácí tvorby v této době vznikla Sága o Tidrikovi, zpracovávající německou látku, didaktické Královské zrcadlo a vizionářská balada Píseň o snu. Období mezi 14. a 19. stoletím je vnímáno jako temné období norského písemnictví, pro jakoukoliv písemnou tvorbu byla vzhledem k personální unii s Dánskem samozřejmostí dánština. Norská kultura přežívala převážně na farách, nejvýznamnějším tvůrcem mezi faráři byl Petter Dass (1647–1707), autor duchovních písní a místopisných textů.
V 19. století (především po roce 1830) došlo v souvislosti s přijetím idejí literárního romantismu k obratu k norštině a důrazu na národní kulturu. K významným dílům patří básně Henrika Wergelanda (1808–1845), sbírky norských pohádek a písní, historiografické texty věnované norským dějinám a rodící se dramatická tvorba. Mezi lety 1875 a 1890 došlo k nástupu realismu a moderny, v severském prostředí označovanému jako Moderní průlom. Úspěšnou se stala především „Velká čtyřka“: Bjørnstjerne Bjørnson (1832–1910, pozdější první norský nositel Nobelovy ceny za literaturu), Jonas Lie (1833–1910), Alexander Kielland (1849–1906), a především světoznámý dramatik Henrik Ibsen (1828–1906), jeden ze zakladatelů realistického dramatu a autor divadelních her jako Domeček pro panenky (1879) nebo Heda Gablerová (1890). V 90. letech do literatury vstoupila nová generace, která realismus a naturalismus zavrhla ve prospěch příběhů výjimečných hrdinů a otázek duše a ducha. Větší důraz byl kladen také na přírodu a posléze na otázky budoucího směřování země, zejména pak po získání samostatnosti v roce 1905. Na počátku 20. století norskou kulturu ovlivnil především Knut Hamsun (1859–1952), jenž se proslavil již svou románovou prvotinou Hlad (1890), a nobelistka Sigrid Undsetová, autorka především historických románů.
V meziválečném období dlouho přetrvávalo realistické směřování, teprve ve 30. letech se výrazněji prosadili modernisté jako básník Rolf Jacobsen, prozaik Aksel Sandemose (1899–1965), Cora Sandelová (1880–1974), angažovaný a radikální Arnulf Øverland (1889–1968) či vlivný kritik a autor psychologických románů Sigurd Hoel (1890–1960). V letech po druhé světové válce měli hlavní slovo etablovaní autoři, tradice realismu a vlastenecký patos, pouze v poezii dostali prostor mladí modernisté jako Paal Brekke (1923–1993) nebo Gunvor Hofmoová (1921–1995). V 60. letech vstoupil do literatury významný filosofický básník Stein Mehren (1935–2017) a modernistická skupina Profil, jejíž jedna část vyznávala dokumentarismus a konkrétnost francouzského nového románu, druhá část se přiklonila k marxismu-leninismu a svébytnému „socialistickému realismu“. Na konci 20. století získal umělecké uznání existenciální básník Tor Ulven (1953–1995), i v zahraničí se pak prosadili experimentální dramatik Jon Fosse (*1959) a autor knih pro děti Jostein Gaarder (*1952). Oblibu si získal rovněž Karl Ove Knausgård (*1968), pisatel rozsáhlého autobiografického cyklu Můj boj, a autor detektivních thrillerů Jo Nesbø (*1960) spolu s dalšími norskými tvůrci severské detektivky.